# Ep Wieldraaijer
Egbert Roelof (Ep) Wieldraaijer (ur. 31 marca 1927 w Borne, zm. 16 lutego 2017 w Enschede) – holenderski polityk i samorządowiec, deputowany krajowy i europejski.

## Życiorys
Najstarszy z siedmiorga dzieci robotników Jana Wieldraaijera i Johanny Kemper. Od 14 roku życia pracował w przemyśle tekstylnym w regionie Twente. Kształcił się m.in. w ramach kursów związkowych. Od 1951 przez wiele lat działał w związkach zawodowych (początkowo chrześcijańskich, następnie w konfederacji NVV z branży przemysłowej). Przez trzy lata służył w Indonezji, gdzie doszedł do stopnia sierżanta. Zasiadał w zarządzie klubu piłkarskiego FC Twente.
Działacz Partia Pracy. W latach 1963–1974 deputowany Tweede Kamer, oddelegowany także do Parlamentu Europejskiego i Zgromadzenia Parlamentarnego NATO (1973–1974). Zasiadał w radzie prowincji Overijssel (1966–1967), a od 1974 do 1978 był członkiem władz miejskich w Almelo ds. ekonomicznych, społecznych i edukacji. Od 1978 do 1988 burmistrz Avereest (obecnie część gminy Hardenberg).
Od 1951 był żonaty z Elsje Wisman, mieli dwoje dzieci.